# Nicagus obscurus
Nicagus obscurus là một loài bọ cánh cứng trong họ Lucanidae. Loài này được Leconte mô tả khoa học năm 1848.